# Akademia Fonograficzna
Akademia Fonograficzna – polskie stowarzyszenie, powołane w 1999 przez Związek Producentów Audio-Video (ZPAV). Zajmuje się wyłanianiem nominowanych i laureatów nagród muzycznych Fryderyków. Tworzy ją ponad 2 tysiące osób związanych z przemysłem muzycznym: piosenkarze, instrumentaliści, autorzy, kompozytorzy, producenci muzyczni, realizatorzy dźwięku, reżyserzy teledysków, przedstawiciele branży fonograficznej i dziennikarze muzyczni. Jest podzielona na trzy sekcje: muzyki rozrywkowej, jazzowej i klasycznej, przy czym każdy członek należy do tylko jednej z nich.

## Historia i działalność
Akademia Fonograficzna została powołana w grudniu 1999 (wcześniej nominowanych i laureatów Fryderyków wybierali przedstawiciele ZPAV). Zaproszenie do dołączenia otrzymali wszyscy dotychczasowi nominowani i laureaci Fryderyków. W pierwszym roku do Akademii wstąpiło około 400 osób, w tym artyści, producenci muzyczni i przedstawiciele firm fonograficznych. W 2000, z inicjatywy Grzegorza Ciechowskiego, do jej grona dołączyli dziennikarze muzyczni. Od tej pory skład Akademii sukcesywnie się rozrasta.
Akademia Fonograficzna wybiera nominowanych do Fryderyków na podstawie zgłoszeń, przy czym każdy członek może wskazać w jednej kategorii maksymalnie trzy pozycje, przyznając im odpowiednio pięć, trzy lub jeden punkt. W drugim etapie odbywa się głosowanie na zwycięzców, przy czym każdy członek może oddać maksymalnie jeden głos w każdej kategorii. W obu etapach głosowanie odbywa się w sposób tajny, poprzez system elektroniczny (do 2009 korespondencyjnie), a każdy członek Akademii może głosować we wszystkich kategoriach ze swojej sekcji.
Zaproszenie do dołączenia do Akademii otrzymuje każdy laureat Fryderyka. Ponadto każdy członek Akademii może zgłosić swojego kandydata do grona. Kandydatura wymaga poparcia dwóch innych członków Akademii oraz pisemnej rekomendacji osoby zgłaszającej.

## Rada Akademii Fonograficznej
Akademia jest reprezentowana przez Radę Akademii Fonograficznej, która współpracuje ze ZPAV w sprawach merytorycznych. Podobnie jak cała Akademia, Rada jest podzielona na trzy sekcje. Zadaniem jej członków jest ustalanie kategorii, analiza zgłoszeń pod kątem zgodności z regulaminem, w tym ewentualne propozycje przeniesienia ich do innych kategorii, akceptowanie kandydatów do dołączenia do Akademii, a także wybór laureatów pozakonkursowych Złotych Fryderyków. Skład Rady jest wybierany na dwuletnią kadencję.

### Skład Rady w kadencji 2024–2027
| Muzyka rozrywkowa - Leszek Biolik - Monika Brodka - Bogdan Fabiański - Leszek Gnoiński - Bogdan Kondracki - Piotr Metz - Witold Michalak - Tymon Tymański - Michał Wiraszko - Maciej Woć | Muzyka jazzowa - Paweł Dobrowolski - Anna Gadt - Sławomir Kurkiewicz - Marek Napiórkowski - Katarzyna Pietrzko - Kamil Piotrowicz - Andrzej Święs - Michał Tokaj - Dominik Wania - Agnieszka Wilczyńska | Muzyka klasyczna - Łukasz Borowicz - Szymon Bywalec - Agnieszka Franków-Żelazny - Urszula Kryger - Jerzy Maksymiuk - Małgorzata Polańska - Piotr Sałajczyk - Andrzej Szadejko - Agata Szymczewska - Lech Tołwiński |